# Désordre (film, 1986)
Pour les articles homonymes, voir Désordre.
Pour plus de détails, voir Fiche technique et Distribution.
Désordre est un film français réalisé par Olivier Assayas, sorti en 1986.

## Synopsis
Deux garçons, Yvan et Henri, et une fille, Anne, sont les membres très liés d’un groupe de rock. Un jour, ils pénètrent dans un magasin d’instruments de musique pour en voler quelques-uns, mais l’affaire tourne mal car, accidentellement, ils tuent le propriétaire du magasin. La police ne les soupçonnera pas, mais leur destin sera bouleversé. Dorénavant, entre eux, plus rien ne sera comme avant. Le désordre s’installe…

## Fiche technique
- Titre : Désordre
- Réalisation : Olivier Assayas, assisté de Michel Béna et Claire Devers
- Scénario : Olivier Assayas
- Photographie : Denis Lenoir
- Décors : François-Renaud Labarthe
- Montage : Luc Barnier
- Son : Philippe Sénéchal
- Musique : Gabriel Yared
- Production : Claude-Éric Poiroux
- Pays d'origine :  France
- Format : Couleurs - Stéréo - 35 mm
- Genre : drame
- Durée : 91 minutes
- Date de sortie : 1986

## Distribution
- Wadeck Stanczak : Yvan
- Ann-Gisel Glass : Anne
- Lucas Belvaux : Henri
- Rémi Martin : Xavier
- Corinne Dacla : Cora
- Simon de La Brosse : Gabriel
- Étienne Chicot : Albertini
- Philippe Demarle : Marc
- Juliette Mailhé : Cécile
- Étienne Daho : Jean-François
- Philippe Laudenbach : père de Gabriel
- Maxime Leroux : Propriétaire du magasin
- Salem Ludwig : Réceptionniste
- Hervé Boucher : Barman au bar Corail
- Roxanne Frias : Amie d'Albertini
- Allen Hoist : Producteur du disque
- Philippe Manin : ingénieur du son
- Jean-Pierre Morgand : Guitariste
- Pierre Romans : Paul
- Guy-Patrick Sainderichin : Barman aux Bains

## Distinctions
- Prix FIPRESCI à la Mostra de Venise 1986